# Terslev
Terslev – miasto w Danii, w regionie Zelandia, w gminie Faxe.